# Beltiug
Beltiug es una comuna ubicada en el distrito de Satu Mare, Rumania.

## Superficie
Posee una superficie de 117,0 kilómetros cuadrados.

## Demografía
Hasta 2021 la población era de 3021 habitantes, con una densidad de población de 25,81 habitantes por kilómetro cuadrado.